# Ягодна Поляна (Старошайговський район)
Я́годна Поля́на (рос. Ягодная Поляна, ерз. Ягодная Поляна) — селище у складі Старошайговського району Мордовії, Росія. Входить до складу Старошайговського сільського поселення.
Населення — 10 осіб (2010; 24 у 2002).
Національний склад (станом на 2002 рік):
- росіяни — 46 %
- мокшани — 38 %